# اندرياس افرام
اندرياس افرام (باليونانية: Αντρέας Αβραάμ)‏ (6 يونيو 1987 بلارنكا في قبرص - ) هو لاعب كرة قدم قبرصي في مركز الوسط. شارك مع منتخب قبرص تحت 21 سنة لكرة القدم ومنتخب قبرص لكرة القدم. أما مع النوادي، فقد لعب مع أبولون ليماسول وأنورثوسيس فاماغوستا ونادي أومونيا وOmonia Aradippou ‏.

## وصلات خارجية
- اندرياس افرام على موقع الاتحاد الدولي (مؤرشف)  (الإنجليزية)
- اندرياس افرام على موقع الاتحاد الأوربي (الإنجليزية)
- اندرياس افرام على موقع قاعدة بيانات كرة القدم.إي يو (الإنجليزية)
- اندرياس افرام على موقع ناشيونال فوتبول تيمز (الإنجليزية)
- اندرياس افرام على موقع Soccerway.com (الإنجليزية)